# Fulceri
Fulceri  è un nome proprio di persona italiano maschile.

## Varianti
- Maschili: Fulcieri[1][2], Fulgero[2], Fulcherio[1]
- Femminili: Fulcheria[1]

### Varianti in altre lingue
- Germanico: Fulchar[3], Fulcar[3], Fulcher[3], Folchar[3], Folcher[3][4], Folcheri[3], Volcher[3]
- Medio inglese: Fulcher[5]
- Latino: Volcherus, Fulcherius[2], Fulcarius[2]
- Tedesco: Volker[4]

## Origine e diffusione
Deriva dal nome germanico Fulchar, composto da fulc (o fulca, folk ("gente", "popolo (in armi)", da cui anche Fulberto e Folco) e hari ("esercito"); alcune fonti ipotizzano una connessione del secondo elemento con altre radici germaniche quali gaira ("lancia") e haira ("signore", "capo"). 
In Italia il nome, relegato ad ambienti aristocratici già nel tardo Medioevo, gode ormai di scarsissima diffusione. Destino simile ebbe in Inghilterra, dove, introdotto dai normanni, non riuscì a sopravvivere. Gode invece di buona diffusione nei paesi germanofoni, nella forma Volker.

## Onomastico
Il nome è adespota, ovvero non è portato da alcun santo. L'onomastico ricorre pertanto il 1º novembre, giorno di Ognissanti.

## Persone

### Variante Volker
- Volker Beck, politico tedesco
- Volker Beck, atleta tedesco

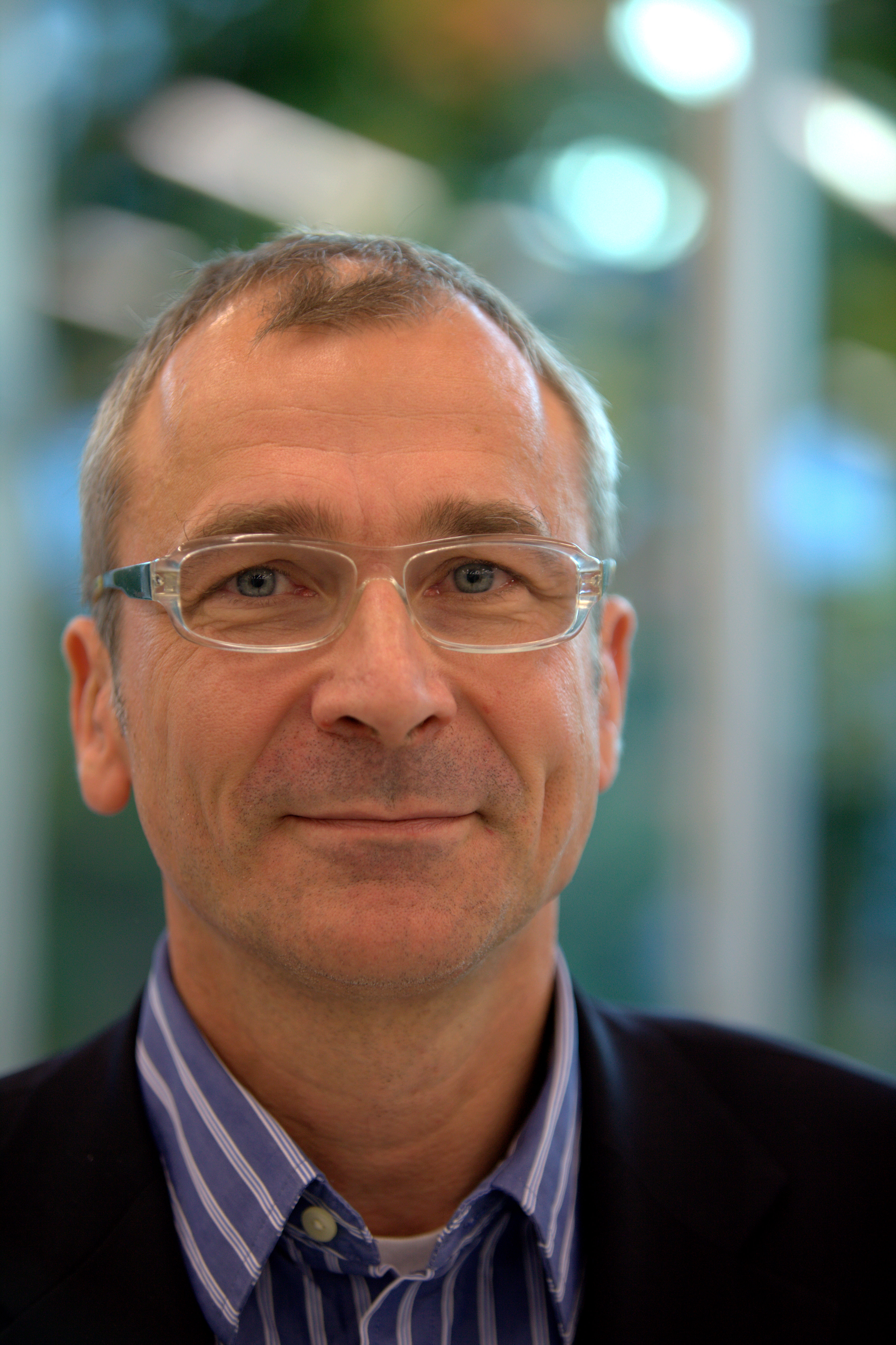
Volker Beck

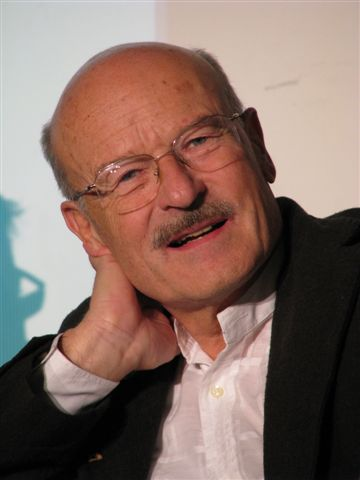
Volker Schlöndorff

- Volker Braun, poeta e scrittore tedesco
- Volker Eckstein, attore tedesco
- Volker Fischer, schermidore tedesco
- Volker Flick, imprenditore tedesco
- Volker Hinkel, musicista e cantante tedesco
- Volker Lechtenbrink, attore, doppiatore e cantante tedesco
- Volker Roth, arbitro di calcio tedesco
- Volker Schlöndorff, regista, sceneggiatore, produttore cinematografico, attore e montatore tedesco
- Volker Spengler, attore tedesco
- Volker Vogeler, regista e sceneggiatore tedesco
- Volker von Collande, attore, regista e sceneggiatore tedesco
- Volker Weidler, pilota automobilistico tedesco
- Volker Zotz, filosofo, orientalista e storico delle religioni austriaco

### Altre varianti
- Fulcherio di Angoulême, arcivescovo cattolico francese
- Fulcieri da Calboli, nobile italiano
- Fulcherio di Chartres, storico e scrittore francese
- Fulcieri Paulucci di Calboli, militare italiano